# Omar Slimi
Omar Slimi est un footballeur algérien né le 21 octobre 1987 à Béchar. Il évoluait au poste de défenseur central.

## Biographie
Il évolue en Division 1 avec les clubs de l'ASO Chlef, du CR Belouizdad, et du MC Oran.
Il se classe deuxième du championnat en 2008 avec l'équipe de l'ASO Chlef. Il joue par la suite deux matchs en Ligue des champions d'Afrique en 2009 avec cette équipe.

## Palmarès
- Vice-champion d'Algérie en 2008 avec l'ASO Chlef.
- Accession en Ligue 1 en 2014 avec le NA Hussein Dey.
- Accession en Ligue 2 en 2017 avec le WA Tlemcen.